# Vuelta a Andalucía 1993
La 39ª edición de la Vuelta a Andalucía se disputó entre el 2 y el 7 de febrero de 1993 con un recorrido de 731,10 km dividido en 6 etapas, con inicio en Chiclana de la Frontera, con una contrarreloj individual, y final en Granada. 
El vencedor, el español Julián Gorospe, que lograba poner por segunda vez su nombre en el palmarés de la prueba, cubrió la prueba a una velocidad media de 35,018 km/h. La clasificación de la regularidad fue para el belga Sammie Moreels, la de la montaña para el español Antonio Miguel Díaz y la de metas volantes para el suizo Steffen Wesemann. 

## Etapas
| Etapa | Fecha        | Recorrido                                         | Km        | Ganador de la etapa |
| 1ª    | 2 de febrero | Chiclana de la Frontera - Chiclana de la Frontera | 8,9 (CRI) | Joan Llaneras       |
| 2ª    | 3 de febrero | Algeciras - Torremolinos                          | 139,0     | Wilfried Nelissen   |
| 3ª    | 4 de febrero | Loja - Jaén                                       | 139,0     | Jo Planckaert       |
| 4ª    | 5 de febrero | Huelma - El Ejido                                 | 174,0     | Sammie Moreels      |
| 5ª    | 6 de febrero | Almerimar - Motril                                | 128,0     | Maurizio Fondriest  |
| 6ª    | 7 de febrero | Almuñécar - Granada                               | 116,0     | Frans Maassen       |